# Đulići (Andrijevica)
Pour les articles homonymes, voir Đulići.
Đulići (en serbe cyrillique : Ђулићи) est un village du nord-est du Monténégro, dans la municipalité d'Andrijevica.

## Démographie

### Évolution historique de la population
| 1948 | 1953 | 1961 | 1971 | 1981 | 1991 | 2003 |
| ---- | ---- | ---- | ---- | ---- | ---- | ---- |
| 317  | 303  | 252  | 223  | 181  | 153  | 130  |